# Steven Schäller
Steven Schäller (* 1976 in Jena) ist ein deutscher Politikwissenschaftler mit dem Forschungsschwerpunkt Politische Theorie. Zusammen mit Hans Vorländer und Maik Herold forscht er zu den Themen Pegida und Neue Rechte.

## Leben
Schäller absolvierte ein Studium der Politikwissenschaft, Kommunikationswissenschaft und Geschichte an der Technischen Universität Dresden, welches er 2003 mit einer Magisterarbeit zum Thema „Der Verweis als Argument. Präjudizien in der Rechtsprechung des Bundesverfassungsgerichts“ bei Hans Vorländer abschloss. Von März 2003 bis Februar 2015 war er freier Mitarbeiter der Bundeszentrale für politische Bildung zum Themenschwerpunkt „Europa“. Als wissenschaftliche Hilfskraft im Projekt I „Verfassung als institutionelle Ordnung des Politischen“ am Sonderforschungsbereichs 537 „Institutionalität und Geschichtlichkeit“ und an der Professur für Politische Theorie und Ideengeschichte der Technischen Universität Dresden war er, mit Unterbrechungen, von Januar 2004 bis Dezember 2008 tätig.
Schäller war Promotionsstipendiat der Friedrich-Naumann-Stiftung für die Freiheit (2005–2008), von April 2009 bis März 2010 wissenschaftlicher Mitarbeiter an der Professur für Politische Theorie und Ideengeschichte in Dresden und von April 2010 bis September 2014 am Projekt H „Demokratische Ordnung zwischen Transzendenz und Gemeinsinn“ des Sonderforschungsbereichs 804 „Transzendenz und Gemeinsinn“ ebenda. Im Juni 2013 promovierte er an der TU Dresden zum Thema „Föderalismus und Souveränität im Bundesstaat. Ideengeschichtliche Grundlagen und die Rechtsprechung des Bundesverfassungsgerichts.“ und war dort von Oktober 2014 bis Juli 2016 wissenschaftlicher Mitarbeiter im Forschungsprojekt „Der gute Bürger. Erwartungshorizonte und Zuschreibungspraxen“. Im August 2016 war er als freier Mitarbeiter für die Sächsische Landeszentrale für politische Bildung tätig.
Seit September 2016 ist Schäller erneut als wissenschaftlicher Mitarbeiter an der Professur für Politische Theorie und Ideengeschichte an der Technischen Universität Dresden tätig, seit Januar 2021 am dortigen Mercator Forum Migration und Demokratie.

## Schriften (Auswahl)
- mit Hans Vorländer und Maik Herold: Wer geht zu PEGIDA und warum? Eine empirische Untersuchung von PEGIDA-Demonstranten in Dresden. (= Schriften zur Verfassungs- und Demokratieforschung. Band 1/2015). Zentrum für Verfassungs- und Demokratieforschung an der Technischen Universität Dresden, Dresden 2015, ISBN 978-3-86780-426-4.
- mit Hans Vorländer und Maik Herold: PEGIDA. Entwicklung, Zusammensetzung und Deutung einer Empörungsbewegung. Springer, Wiesbaden 2016, ISBN 978-3-658-10981-3.
- Föderalismus und Souveränität im Bundesstaat. Ideengeschichtliche Grundlagen und die Rechtsprechung des Bundesverfassungsgerichts. Springer, Wiesbaden 2016, ISBN 978-3-658-04996-6.
- mit Hans Vorländer und Maik Herold: PEGIDA and New Right-Wing Populism in Germany. Springer International, Cham 2018, ISBN 978-3-319-67494-0.